# Куклева, Галина Алексеевна
Гали́на Алексе́евна Ку́клева (21 ноября 1972, Ишимбай, Башкирская АССР) — российская биатлонистка, Олимпийская чемпионка и трёхкратная чемпионка мира.
Член национальной сборной команды СССР (с 1990 г.) и России (с 1993 г., тренер Л. Гурьев).
Мастер спорта СССР (1990), заслуженный мастер спорта России (1998) по биатлону.

## Спорт

### Зимние Олимпийские игры
На Зимних Олимпийских играх 1998 в Нагано Галина Куклева стала Олимпийской чемпионкой в спринте на 7,5 км, а также выиграла серебряную медаль в составе российской эстафеты. На Зимних Олимпийских играх 2002 стала бронзовым призёром в эстафете.

### Чемпионаты мира
Трижды чемпионка мира (в составе российской эстафеты) — 2000, 2001 и 2003 годы. Серебро в масс-старте в 2000, Осло и в эстафете (1999). Бронза в эстафете (1997).

### Кубки мира
Победительница 9 этапов Кубка мира (1996—2000, 2002—2003), серебряный (1996, 2000, 2002—2003) и бронзовый призёр (1993-1994, 1996-1999, 2002) этапов Кубка мира.

### Чемпионат Европы
Чемпионка Европы 1996 года в эстафете. Бронза (1996 год - в спринте).

### Чемпионаты мира и Европы (юниоры)
Чемпионка мира 1990 года. Бронзовый (1992 г.) призёр чемпионата мира. Серебро на чемпионате Европы 1991.

### Чемпионаты России
Серебряный призёр чемпионата России 1996.
Чемпионка России (1997 г.) по летнему биатлону.

## Образование
Выпускница средней школы № 2 г. Ишимбая .
Воспитанница республиканской СДЮШОР по биатлону, город Ишимбай. Тренер В. В. Новожилов.
Окончила Тюменский государственный университет, 1998.
Профессор Тюменского государственного университета.

## Награды и звания
- Орден Почёта
- Медаль ордена «За заслуги перед Отечеством» II степени (5 мая 2003) — за большой вклад в развитие физической культуры и спорта, высокие спортивные достижения на Олимпийских играх 2002 года в Солт-Лейк-Сити.[2]
- Медаль «За воинскую доблесть» II степени
- Медаль «За отличие в военной службе» (Минобороны) III степени
- Заслуженный мастер спорта России
- Почётная гражданка Ишимбая.